# Alcis mesorthina
Alcis mesorthina är en fjärilsart som beskrevs av Eugen Wehrli 1943. Alcis mesorthina ingår i släktet Alcis och familjen mätare. Inga underarter finns listade i Catalogue of Life.